# Калеро, Рафаэль
Рафаэль Калеро (кат. Rafael Calero; 20 декабря 1976) — андоррский футболист, полузащитник. Выступал за национальную сборную Андорры.

## Биография
Выступал за команды чемпионата Андорры — «Санта-Колома» и «Энкам».
В 1997 году главный тренер национальной сборной Андорры Маноэл Милуир пригласил Рафаэля Калеро в стан команды карликового государства, которая является одним из аутсайдеров мирового футбола. Тогда Рафаэлю было 20 лет. Дебютировал в составе сборной Андорры 22 июня 1997 года во второй игре в истории команды против Эстонии (1:4). Калеро вышел на 76 минуте вместо Хесуса Лусендо. Спустя три дня сыграл в игре против Латвии (1:4).
22 июня 1998 года вновь принял участие в товарищеском матче против Эстонии (1:2). В последний раз в футболке сборной Андорры сыграл спустя два дня в поединке против Азербайджана. Встреча закончилась нулевой ничей, команде княжества тогда впервые в истории удалось не проиграть.